# Vicente Nogueira

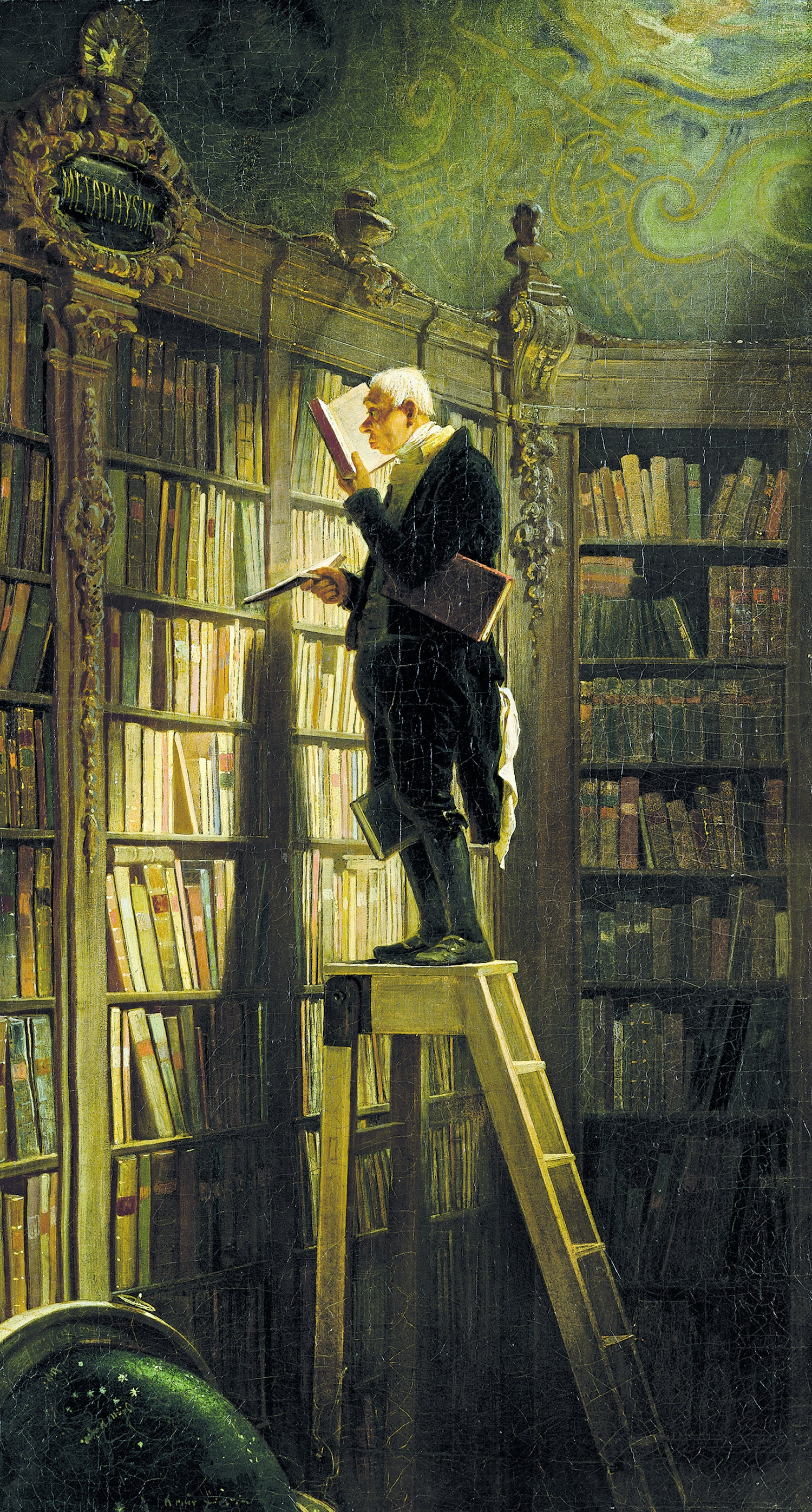
"O rato de biblioteca", óleo sobre tela de Carl Spitzweg

Vicente Nogueira (Lisboa, 1586 — Roma, 8 de Julho de 1654), humanista tardio, letrado e bibliófolo, foi um dos grandes vultos da cultura portuguesa do século XVII,   agente do Rei D. João IV de Portugal junto do Vaticano, nos difíceis anos que se seguiram à Restauração. As suas cartas escritas de Roma para o Rei e vários nobres portugueses foram publicadas em 1925 e documentam a vida social e política europeia da época.

## Vida
Vicente Nogueira era filho de Francisco Nogueira, Desembargador e Conselheiro, e de Maria de Alcáçova. Desde cedo se dedicou ao estudo e à leitura, tendo frequentado as Universidades de Alcalá, Salamanca e Valladolid, onde estudou filosofia. A partir de 1607 frequenta Cânones na Universidade de Coimbra, sendo ordenado sacerdote em 1612, Desembargador da Casa da Suplicação em 1613 e cónego da Sé de Lisboa em 1618.
Durante este período, o cónego Nogueira continua a interessar-se pela leitura e pelos livros, reunindo em sua casa uma biblioteca considerável, incluindo livros trazidos do estrangeiro e proibidos em Portugal, nomeadamente os textos mais importantes sobre o hermetismo e a occulta philosophia. Seria esta biblioteca "proibida" e as denúncias de homossexualidade e pedofilia (na altura designadas por sodomia ou o nefando pecado) que o levariam a ser acusado pela Santa Inquisição. Esta apreendeu-lhe a sua preciosa biblioteca e acabou por o condenar ao desterro em 1633, após longos interrogatórios e detalhadas confissões.
Em Roma, onde viveu a partir de 1634, Vicente Nogueira, prosseguiu a sua paixão pelos livros (a que se gabava de dedicar oito horas de leitura diárias), tendo contribuído para o enriquecimento das bibliotecas de D. João IV e do Marquês de Nisa, D. Vasco Luís da Gama com tomos que adquiria nos alfarrabistas da cidade, então um dos mercados de livros mais importantes da Europa. Nas suas cartas escritas para ambos, enviava informações sobre a política europeia colhidas na Cúria e nos palácios cardinalícios, importantes para as negociações relacionadas com o reconhecimento da independência lusitana (que viria a acontecer após a assinatura do tratado de paz com Espanha em 1668) e com a tentativa de obtenção de uma aliança com os franceses contra Espanha, missão de que estava encarregue o Marquês, e para a qual este não obteria sucesso.